# Quiteria Franco
Quiteria Josefina Franco Coronado es una investigadora y activista venezolana en favor de los derechos LGBTI. Desde 2014 es Coordinadora General de Unión Afirmativa de Venezuela (UNAF) y de la Red LGBTI de Venezuela. Desde enero de 2018 forma parte del Grupo Asesor de la Sociedad Civil de ONU Mujeres en América Latina y el Caribe. 

## Trayectoria
Licenciada en Educación, Mención Idiomas Modernos por la Universidad del Zulia (1996), es diplomada en Traducción en la Universidad Metropolitana (2004) y Magíster en Lingüística Aplicada de la Universidad Simón Bolívar (2013) Realizó su tesis de grado sobre el Análisis Pragmático del acto de habla del insulto en el segmento “Los Fabulosos del programa “A qué te Ríes”. (2013)
Es investigadora especializada en el análisis del lenguaje de los medios de comunicación, lenguaje y discriminación, violencia y lenguaje.
Desde 1999 es profesora universitaria de la Universidad Simón Bolívar. En la actualidad es profesora agregada del departamento de Idiomas. También trabaja como traductora e intérprete en los idiomas inglés-español. 

### Activista LGTBI
Comprometida en la investigación y defensa de los Derechos Humanos de personas LGBTI. Entre sus reivindicaciones está la ampliación del matrimonio en Venezuela a personas del mismo sexo y el reconocimiento a cambiar de nombre y género ante la ley.
De 2012 a 2014 fue profesora / Asesora del Grupo de Diversidad Sexual de la Universidad Simón Bolívar.
En febrero de 2014 asumió la coordinación general de la asociación civil Unión Afirmativa de Venezuela, organización fundada en el año 2000, integrante de la Red LGBTI de Venezuela, de la Red Naranja y de la Asociación Internacional de lesbianas y gais (International Lesbian and Gay Asociation-ILGA).  En agosto de 2014 fue elegida Coordinadora General de la Red LGBTI de Venezuela para el periodo 2014-2016.
En 2015 presentó como representante de la Red LGBTI de Venezuela a la Comisión Interamericana de Derechos Humanos un informe sobre la situación de las personas LGBTI en Venezuela. Posteriormente, ha presentado otros informes similares ante diferentes comisiones en Naciones Unidas y ha realizado formación a periodistas y funcionarios de instituciones públicas y privadas en Venezuela sobre este tema. 
En enero de 2018 fue elegida miembro Grupo Asesor de la Sociedad Civil de ONU Mujeres en América Latina y el Caribe tras una selección de casi 200 candidaturas junto a Waldistrudis Hurtado (Colombia), Marilyn Ramón Medellín (México) y Gia Gaspard Taylor (Trinidad y Tobago).
El 8 de marzo de 2018 su trabajo fue reconocido por la Comisión Permanente de Política Interior la Asamblea Nacional de Venezuela.